# 倉敷カントリー倶楽部
倉敷カントリー倶楽部（くらしきカントリーくらぶ）は、岡山県倉敷市二子に広がるゴルフ場である。

## 概要
1930年（昭和5年）、高梁川の河川敷に、「吉備ゴルフ倶楽部（後の「岡山霞橋ゴルフ倶楽部」（1930年（昭和5年）開業、設計・J・E・クレイン）が開場したことに始まる。その後、「岡山ゴルフ倶楽部・帯江コース」（1953年（昭和28年）開場）、「玉野ゴルフ倶楽部」（1961年（昭和36年）開場）、「岡山カントリークラブ・桃の郷コース」（1962年（昭和37年）開場）、そして、県下第5番目に「倉敷カントリー倶楽部」のゴルフ場である。
倉敷カントリー倶楽部の建設は、1953年（昭和28年）から建設が始まった水島臨海工業地帯の拡充のためである。工業地帯にはゴルフ場があるのが一般的であり、財界人たちも水島臨海工場地帯にもの気運が起きていた。そして、財界の倉敷紡績株式会社・大原総一郎から提案が出された。1962年（昭和37年）6月、新たなゴルフ場の建設に向けて経営母体である「倉敷開発株式会社」が設立され、倉敷レイヨン株式会社、倉敷紡績株式会社らが出資、大原が社長に就任した。
コース建設用地は、備前国都宇郡深井郷二子（現・岡山県倉敷市二子）で、古墳時代を偲ばせる遺跡がある。また、倉敷の美観地区、大原美術館にも近い場所である。コース設計は間野貞吉に依頼、工事は株式会社大林組が行い、 1963年（昭和38年）11月10日、18ホールのゴルフ場が開場された。
コースは、歴史を物語る松の木の巨木が各ホールをセパレートし、フェアウェイは起伏に富み個性豊かな戦略性に富む丘陵コースである。また、日本のプロゴルフメジャー大会の1つ、日本プロゴルフ協会主催競技でもあり、日本選手権大会に相当する、日本プロゴルフ選手権大会などの開催実績がある。

## 所在地
〒701-0115 岡山県倉敷市二子1943番地

## コース情報
- 開場日 - 1963年11月10日
- 設計者 - 間野 貞吉
- 面積 -730,000 m2（約22万坪）
- コースタイプ - 丘陵コース
- コース - 18ホールズ、パー72、6,763ヤード、コースレート72.3
- グリーン - 1グリーン、ニューベント
- フェアウエイ - コーライ
- ラフ - ノシバ
- ハザード - バンカーの77、池が絡むホール3
- プレースタイル - 乗用カート(5人乗り)、リモコン式、全組キャディ付き
- 練習場 - 10打席 230ヤード
- 休場日 - 毎週月曜日、1月1日[3][4]

## クラブ情報
- ハウス面積 - 3,868m2（1,170坪）
- ハウス設計 - 株式会社大林組
- ハウス施工 - 株式会社大林組[3][4]

## ギャラリー
- コース - 「倉敷カントリー倶楽部」、コースガイド
- ハウス - 「倉敷カントリー倶楽部」、利用案内

## 交通アクセス
鉄道
- 山陽本線（JR西日本） - 中庄駅よりタクシー利用 約10分

道路
- 山陽自動車道 - 倉敷ICより 6km
- 瀬戸中央自動車道 - 早島ICより 7km[5]

## メジャー選手権
- 1975年（昭和50年） - 第43回 日本プロゴルフ選手権大会開催[6]

## エピソード
- 「倉敷カントリー倶楽部」の創業者・大原総一郎は、1909年（明治42年）、倉敷紡績株式会社社長で日本初の西洋美術館「大原美術館」の創立者・大原孫三郎の長男で、日本の代表的実業家であり産業、学術、芸術の振興に大きな足跡を残した[7]。
- コースの用地の備前国都宇郡深井郷は、古代日本で畿内、出雲国と覇を争った吉備国の中心にあった[7]。

## 関連文献
- 『ゴルフ場ガイド 東版』2006-2007、「倉敷カントリー倶楽部（岡山県）」、東京 ゴルフダイジェスト社、2006年5月、2020年9月19日閲覧
- 『美しい日本のゴルフコース BEAUTIFUL GOLF CULTURE IN JAPAN 日本のゴルフ110年記念 ゴルフは日本の新しい伝統文化である』、ゴルフダイジェスト社「美しい日本のゴルフコース」編纂委員会編、「倉敷カントリー倶楽部」、東京 ゴルフダイジェスト社、2013年12月、2020年9月19日閲覧